# Е-3 № 1
Е-3 № 1 — советская автоматическая межпланетная станция для изучения Луны и космического пространства.
15 апреля 1960 года осуществлён пуск ракеты-носителя «Восток-Л», которая должна была вывести на траекторию полёта к Луне АМС «Луна». Предусматривалось при помощи станции сфотографировать обратную сторону Луны. Согласно заключению отчёта по основным результатам пуска произошло преждевременное израсходование горючего двигательной установки третьей ступени, вследствие чего произошёл недобор скорости до расчётной примерно на 130 м/с. Основная задача, поставленная при пуске изделия, была не выполнена. Станция вышла на траекторию с максимальным удалением от Земли порядка 200 000 км с последующим возвращением к Земле, входом в земную атмосферу и прекращением существования.
Полет «Луны» продолжался примерно четверо суток. Были проведены исследования космических лучей и радиационных поясов Земли.